# 26 ق هـ
26 ق هـ هي السنة السادسة والعشرون السابقة للهجرة النبوية، وهي توافق ما بين سنتي 596 و597 حسب التقويم الميلادي، أي أنها بدأت في سنة 596م وانتهت في سنة 597م.